# Глизе 893
Глизе 893 (GJ 893) — кратная звезда в созвездии Андромеды на расстоянии приблизительно 285 световых лет (около 87,5 парсек) от Солнца. Видимая звёздная величина звезды — +11,046m.
Вокруг звезды обращается, как минимум, одна планета.

## Характеристики
Первый компонент (GJ 893 A) — жёлто-белая звезда спектрального класса F6. Масса — около 0,826 солнечной, радиус — около 0,65 солнечного, светимость — около 0,285 солнечной. Эффективная температура — около 5712 K.
Второй компонент — коричневый карлик. Масса — около 28,73 юпитерианской. Удалён в среднем на 1,404 а.е..
Третий компонент (GJ 893 B). Удалён в среднем на 2248 а.е..
Четвёртый компонент (GJ 893 C). Удалён в среднем на 18 а.е..

## Планетная система
В 2007 году группой астрономов у звезды обнаружена планета Глизе 893 b.